# Jack Kennedy (motociclista)
Jack Kennedy (Dublino, 6 dicembre 1987) è un pilota motociclistico irlandese.
Cinque volte vincitore del campionato britannico Supersport: nel 2018, 2019, 2021, 2022 e 2024.

## Carriera
Kennedy disputa gran parte della sua carriera nel Campionato britannico Superbikeː categoria Supersport, ottenendo numerose vittore e piazzamenti a podio. Nel 2011 fa il suo esordio in una gara mondiale disputando, in qualità di wild card, il Gran Premio d'Europa a Donington in sella ad una Yamaha YZF-R6. Chiude la gara con un ritiro. 
Nel biennio 2013-2014 è pilota titolare nel mondiale Supersport in sella ad una Honda CBR600RR, con il team Rivamoto nella prima stagione e con CIA Insurance Honda nella seconda. Quali risultati di rilievo si possono contare il settimo posto in classifica piloti del 2013 e il podio ottenuto giungendo secondo nel Gran Premio di Portogallo nel 2014.
Al 2016 risale la sua unica partecipazione alla Superstock 1000 FIM Cup, in sella ad una Kawasaki ZX-10R del team Agro On–Benjan–Kawasaki chiude ai margini della zona punti il Gran Premio di Donington. 
Nel 2017 disputa due gare nel mondiale Supersport in sella ad una Triumph Daytona 675 del team Profile Racing ottenendo punti in entrambe. Contestualmente ottiene dieci piazzamenti a podio tra cui tre vittorie nel campionato britannico con la MV Agusta F3 675. Nel 2018 è chiamato, come la stagione precedente, a sostituire Stefan Hill nel team Profile Racing in Thailandia. Chiude la gara al dodicesimo posto.
Nel 2019 disputa il Gran Premio di Gran Bretagna da wild card, con il team Appleyard Macadam Integro e Yamaha. Conclude la gara al settimo posto assoluto, i punti ottenuti grazie a questo piazzamento gli consentono di chiudere al ventesimo posto in classifica.
Nel 2023 gareggia nel Campionato britannico Superbike dove, in sella ad una Yamaha YZF-R1 si classifica al decimo posto. Contestualmente prende parte, in qualità di pilota sostitutivo, al Gran Premio di Donington nel mondiale Supersport dove sfiora la zona punti in entrambe le prove. Nel 2024 torna a gareggiare nella classe intermedia del campionato britannico: ingaggiato dal team Honda Racing UK, conquista dieci vittorie e il quinto titolo con oltre sessanta punti di margine su Luke Stapleford.

## Risultati nel mondiale Supersport
| 2011 | Moto   |  |     |  |  |  |  |  |  |  |  |  |  |  |  |  |  |  |  |  |  |  |  |  |  | Punti | Pos. |
| ---- | ------ |  | --- |  |  |  |  |  |  |  |  |  |  |  |  |  |  |  |  |  |  |  |  |  |  | ----- | ---- |
| 2011 | Yamaha |  | Rit |  |  |  |  |  |  |  |  |  |  |  |  |  |  |  |  |  |  |  |  |  |  | 0     |      |

| 2013 | Moto  |    |   |   |     |   |   |    |    |   |   |   |    |    |  |  |  |  |  |  |  |  |  |  |  | Punti | Pos. |
| ---- | ----- | -- | - | - | --- | - | - | -- | -- | - | - | - | -- | -- |  |  |  |  |  |  |  |  |  |  |  | ----- | ---- |
| 2013 | Honda | 10 | 7 | 7 | Rit | 6 | 6 | 13 | AN | 7 | 8 | 9 | 11 | 16 |  |  |  |  |  |  |  |  |  |  |  | 76    | 7º   |

| 2014 | Moto  |  |    |     |    |   |     |    |   |   |     |     |  |  |  |  |  |  |  |  |  |  |  |  |  | Punti | Pos. |
| ---- | ----- |  | -- | --- | -- | - | --- | -- | - | - | --- | --- |  |  |  |  |  |  |  |  |  |  |  |  |  | ----- | ---- |
| 2014 | Honda |  | 11 | Rit | 11 | 7 | Rit | 12 | 2 | 4 | Rit | Rit |  |  |  |  |  |  |  |  |  |  |  |  |  | 56    | 12º  |

| 2017 | Moto    |  |  |  |  |    |   |  |  |  |  |  |  |  |  |  |  |  |  |  |  |  |  |  |  | Punti | Pos. |
| ---- | ------- |  |  |  |  | -- | - |  |  |  |  |  |  |  |  |  |  |  |  |  |  |  |  |  |  | ----- | ---- |
| 2017 | Triumph |  |  |  |  | 12 | 5 |  |  |  |  |  |  |  |  |  |  |  |  |  |  |  |  |  |  | 15    | 25º  |

| 2018 | Moto    |  |    |  |  |  |  |  |  |  |  |  |  |  |  |  |  |  |  |  |  |  |  |  |  | Punti | Pos. |
| ---- | ------- |  | -- |  |  |  |  |  |  |  |  |  |  |  |  |  |  |  |  |  |  |  |  |  |  | ----- | ---- |
| 2018 | Triumph |  | 12 |  |  |  |  |  |  |  |  |  |  |  |  |  |  |  |  |  |  |  |  |  |  | 4     | 29º  |

| 2019 | Moto   |  |  |  |  |  |  |  |   |  |  |  |  |  |  |  |  |  |  |  |  |  |  |  |  | Punti | Pos. |
| ---- | ------ |  |  |  |  |  |  |  | - |  |  |  |  |  |  |  |  |  |  |  |  |  |  |  |  | ----- | ---- |
| 2019 | Yamaha |  |  |  |  |  |  |  | 7 |  |  |  |  |  |  |  |  |  |  |  |  |  |  |  |  | 9     | 20º  |

| 2023 | Moto   |  |  |  |  |  |  |  |  |  |  |    |    |  |  |  |  |  |  |  |  |  |  |  |  | Punti | Pos. |
| ---- | ------ |  |  |  |  |  |  |  |  |  |  | -- | -- |  |  |  |  |  |  |  |  |  |  |  |  | ----- | ---- |
| 2023 | Yamaha |  |  |  |  |  |  |  |  |  |  | 18 | 17 |  |  |  |  |  |  |  |  |  |  |  |  | 0     |      |

| Legenda | 1º posto        | 2º posto            | 3º posto           | A punti      | Senza punti        | Grassetto – Pole position Corsivo – Giro più veloce |
| Legenda | Gara non valida | Non qual./Non part. | Ritirato/Non class | Squalificato | '-' Dato non disp. | Grassetto – Pole position Corsivo – Giro più veloce |